# Jorge Murillo (bågskytt)
Jorge Murillo, född 15 november 1939, är en costaricansk bågskytt. Han deltog vid olympiska sommarspelen 1980.